# Lagunas de Chacahua Nemzeti Park
A Lagunas de Chacahua Nemzeti Park (jelentése: chacahuai tavak) Mexikó egyik nemzeti parkja. 1937-ben hozták létre nemzeti parkként, 2008 óta pedig a ramsari egyezmény is védelme alá vette. Kedvelt turisztikai célpont.

## Fekvése
A 14 896,07 hektár területű nemzeti park Mexikó déli, Oaxaca állam délnyugati partvidékén terül el Villa de Tututepec de Melchor Ocampo község területén, és több tavat (Chacahua, Tianguisto vagy Salinas, Pastoría) is magába foglal.

## Élővilág
A nemzeti parknak igen gazdag élővilága van. A terület közel ötödét mangroveerdők teszik ki, de ezeken kívül is többféle növénytársulás fordul elő. A madárfajok közül 136-ot figyeltek meg, valamint 23 hüllőt, négy kétéltűt és 20-féle emlőst. Ezen fajok közül 26 Mezoamerikában endémikus, 9 Mexikóban, egy pedig Oaxaca államban. Tizenkét faj ritka, fenyegetett vagy a kipusztulás szélén áll, közülük 3 van a legnagyobb veszélyben.
A legjellegzetesebb növények az Attalea guacuyule nevű pálmaféle, a mexikói szabalpálma, a Bravaisia integerrima nevű medvekörömforma, a Tabebuia chrysantha nevű szivarfaféle, a vörös mangrove, a Laguncularia racemosa nevű mirtuszvirágú, az Avicennia germinans nevű medvekörömféle, a Conocarpus erectus nevű mirtuszvirágú, a Guatteria anomala nevű annónaféle és a Guaiacum coulteri nevű királydinnye-virágú.
Tipikus állatfajok az északi hangyász, a fehérorrú koati, az ocelot, a hosszúfarkú macska, a mexikói kúszósül, a jaguarundi, a hosszúfarkú vidra, a barnafejű motmot, a halászsas, a barna gödény, a hegyesorrú krokodil, a púpos krokodil, a nyugat-mexikói tüskésfarkú leguán, a mexikói viperagyík és a közönséges óriáskígyó. A partokon többféle teknősfaj is fészkel: a kérgesteknős, a közönséges cserepesteknős, az olajzöld fattyúteknős és az álcserepesteknős.
A nemzeti park endémikus fajai a kéksapkás amazon, az Anolis subocularis nevű leguánalakú, a Cassiculus melanicterus nevű csirögeféle,
a Conophis vittatus nevű siklóféle, a Manolepis putnami nevű siklóféle, a Coluber mentovarius nevű siklóféle, a Megasorex gigas nevű cickányféle, a kék gezerigó, az Ortalis poliocephala nevű hokkóféle, a mexikói pinty, a mexikói földiteknős, a Salvadora lemniscata nevű siklóféle, a Sceloporus melanorhinus nevű békagyíkféle, a Scincella gemmingeri nevű vakondgyíkféle, a mexikói vattafarkúnyúl, a tarkaképű ökörszem, a Trogon citreolus nevű trogonféle, a vöröskabátos rigó és az Urosaurus bicarinatus nevű békagyíkféle.